# 르번구이쯔
르번구이쯔(중국어: 日本鬼子, 병음: rìběn guǐzi)는 중화권 국가에서 일본인을 비하의 의미로 부르는 중국어 욕설이다.

## 개요
"구이쯔"(중국어: "鬼子")는 원래 요재지이의 화피로 언급된 도사의 마귀에게 사용된 멸칭이었다.
중국은 원래 중국을 침략하는 서양인에게 구이쯔라는 멸칭을 사용했는데, 이는 동양인에는 없는 서양인의 얼굴 생김새가 마귀처럼 보였기 때문이었다. 그러나 청일 전쟁 이후 구이쯔는 일본인을 뜻하는 말이 되었으며, 현재는 일본인을 비하하는 말로 사용되는 경우가 많다. 구이쯔는 대개 일본인을 뜻하지만, 보다 명확하게 리번구이쯔라는 말을 사용한다.
한편 "양구이쯔"(중국어: "洋鬼子")와 "시양구이쯔"(중국어: "西洋鬼子")는 서양인을 낮잡아 부르는 뜻으로 쓰인다. "자구이쯔"(중국어: "假鬼子")와 "자양구이쯔"(중국어: "假洋鬼子")는 루쉰의 단편소설 아큐정전에서 사용된 말로, 원래는 외국인을 가장한 중국인을 뜻하는 말이었으나, 이후에는 외국인에게 아첨하는 중국인을 뜻하는 말이 되었다.